# 金银潭站 (武汉地铁)
金银潭站位于中华人民共和国湖北省武汉市东西湖区，是武汉地铁2号线的地铁车站，曾经是一期线路的北部终点站，本站于2012年12月28日开通。

## 车站结构

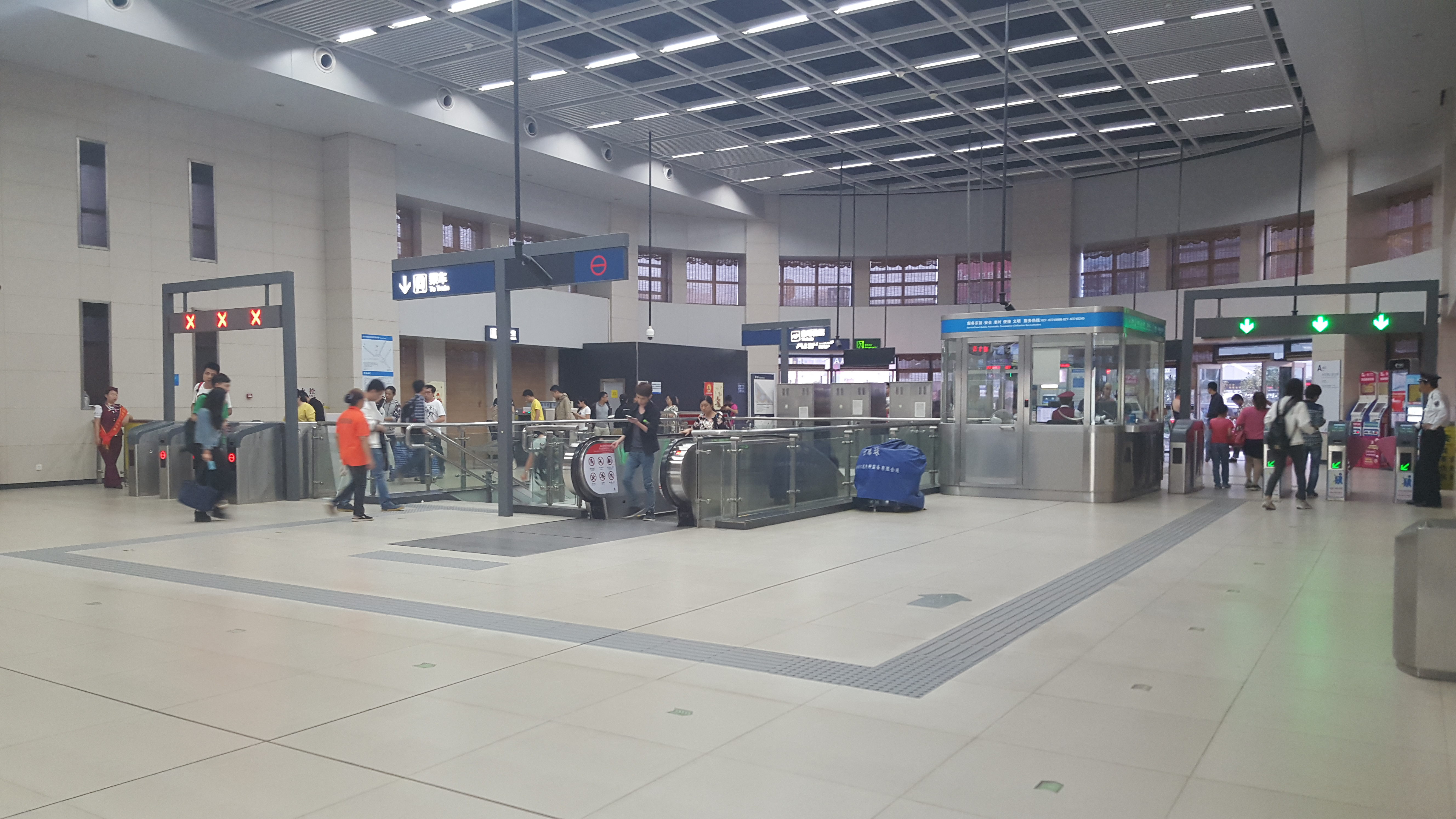
北站廳

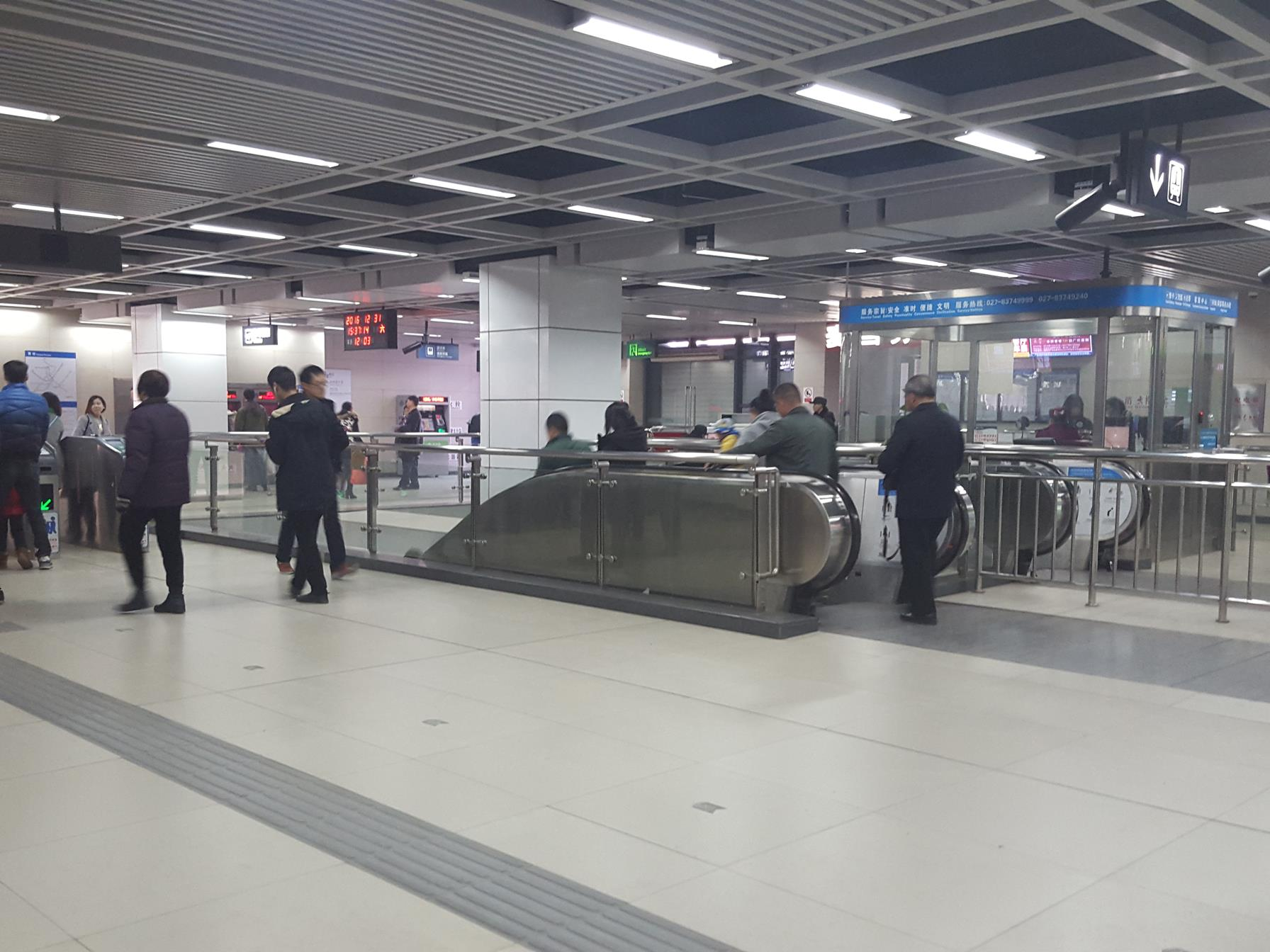
南站廳

车站位于金银潭大道（原马池路）与常青花园五号路、康居五路的交叉口处，顺五号路西侧布置，武汉地铁2号线的终点站，车站北端设有两条存车线及双渡线折返线。该站于2007年10月完成招标，2008年4月开工，车站长463.55m，宽19.3m，开挖深度10.7m，站台有效长度120m，建筑面积13429.7㎡。车站为地下一层岛式站台集中联锁控制站，设有南北两个站厅，分别位于金银潭大道南、北两侧的地面，两个站厅在地面并不相通。

### 楼层分布
| 地面      | 北站廳層                          | 售票機、客服中心、武漢通充值、A出入口                             |  |
| 地面      | 南站廳層                          | 售票機、客服中心、車站商店、武漢通充值、洗手間（付費區）、B出入口 |  |
| 地下 一層 |                                   | █ 2号线列車往金銀潭清客站台（不開放上車）                         |  |
| 地下 一層 | █ 2号线列車往天河机场（常青城站） |                                                                   |  |
| 地下 一層 | 岛式月台，左邊車門將會開啟        |                                                                   |  |
| 地下 一層 | █ 2号线列車往佛祖嶺（常青花園站） |                                                                   |  |

### 车站出口

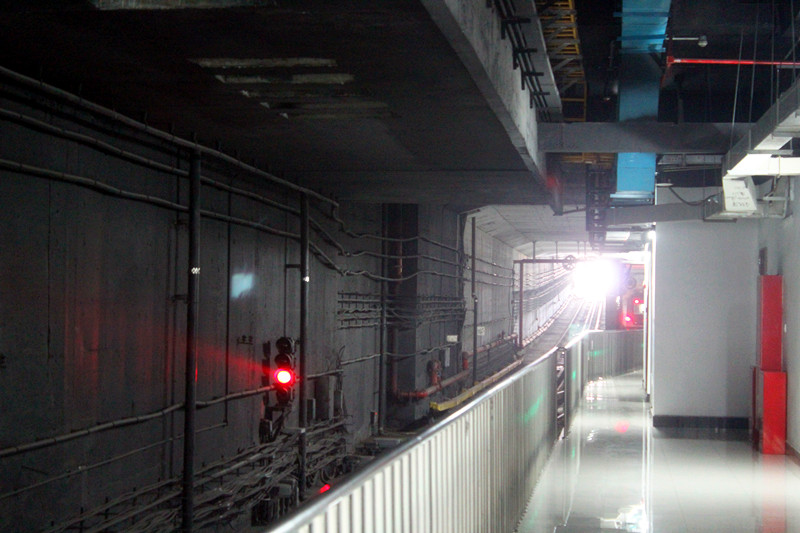
可看到站后出入地面的入口

|                                                 |          |                                                     |                                                               |
| 出口編號                                        | 設施     | 照片                                                | 建議前往的目的地                                              |
| A₁                                              |          |                                                     | 金银潭大道 姑李公路、将军路街道马池卫生室、永旺夢樂城金銀潭店 |
| A₂                                              |          | 金银潭大道 姑李公路、武汉市常青第一中学、将军路中学 |                                                               |
| B₁                                              | (付費區) |                                                     | 金银潭大道 康居四路、学府北路、常青花园五号路、金銀潭廣場     |
| B₂                                              | (付費區) |                                                     | 金银潭大道 康居五路、姑李公路、金銀潭廣場                     |
| 注： 設有升降機 \| 設有輪椅升降台 \| 設有洗手間 |          |                                                     |                                                               |

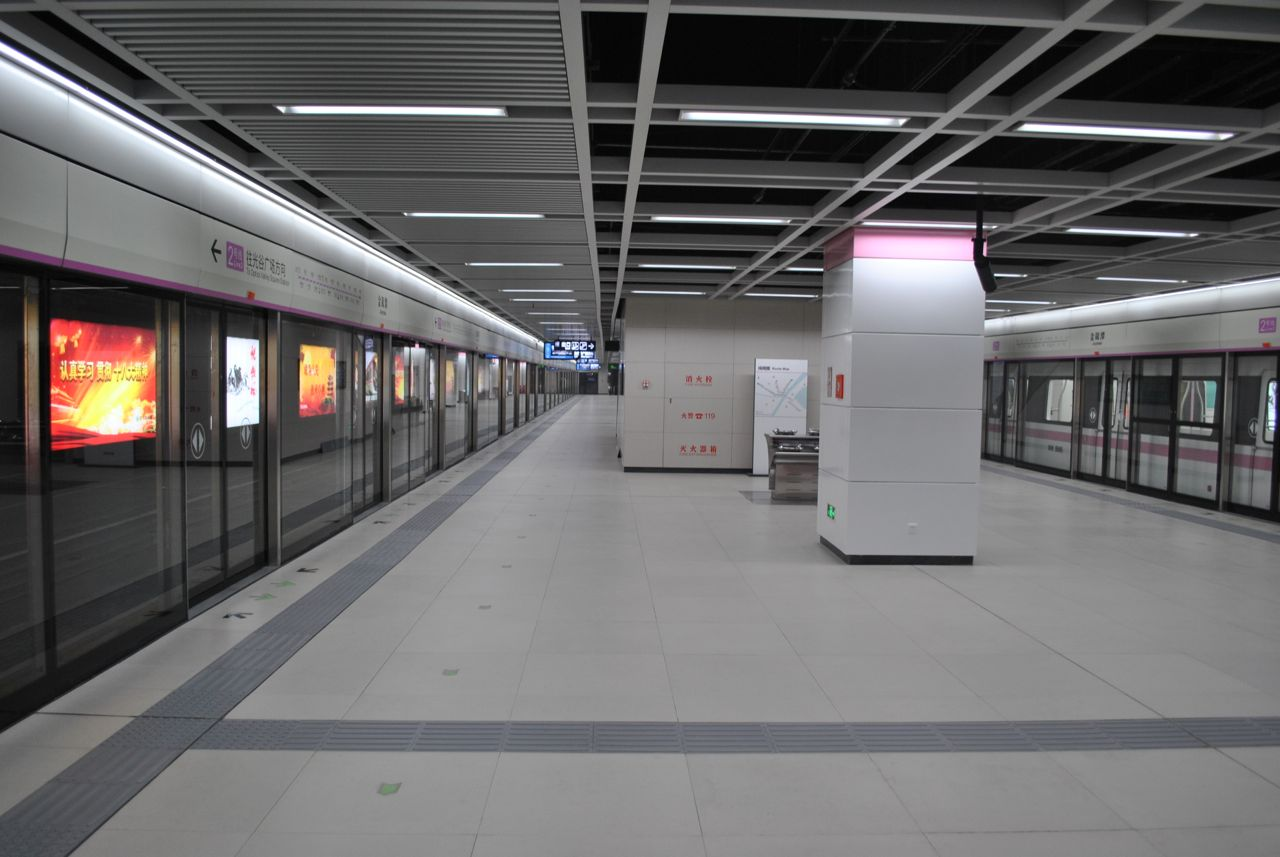
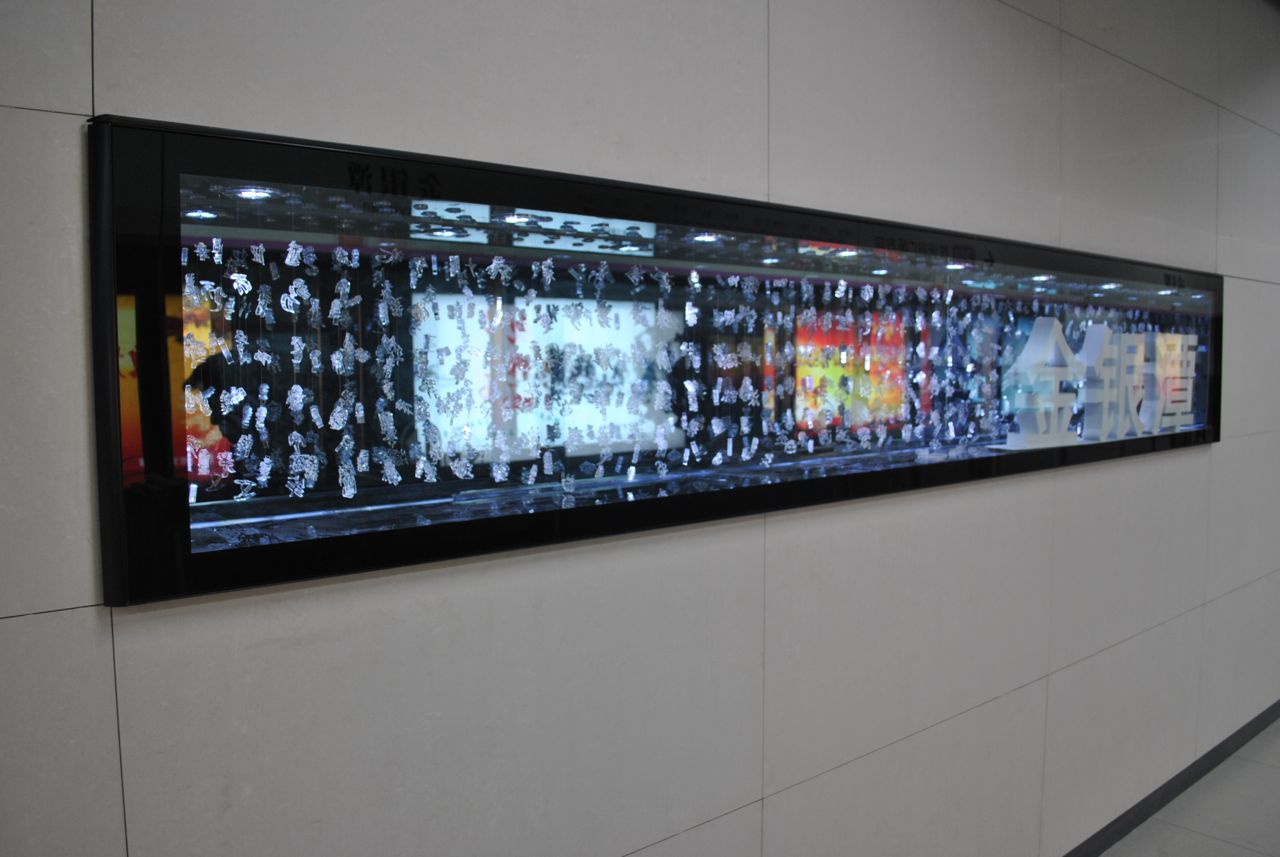
立體站名
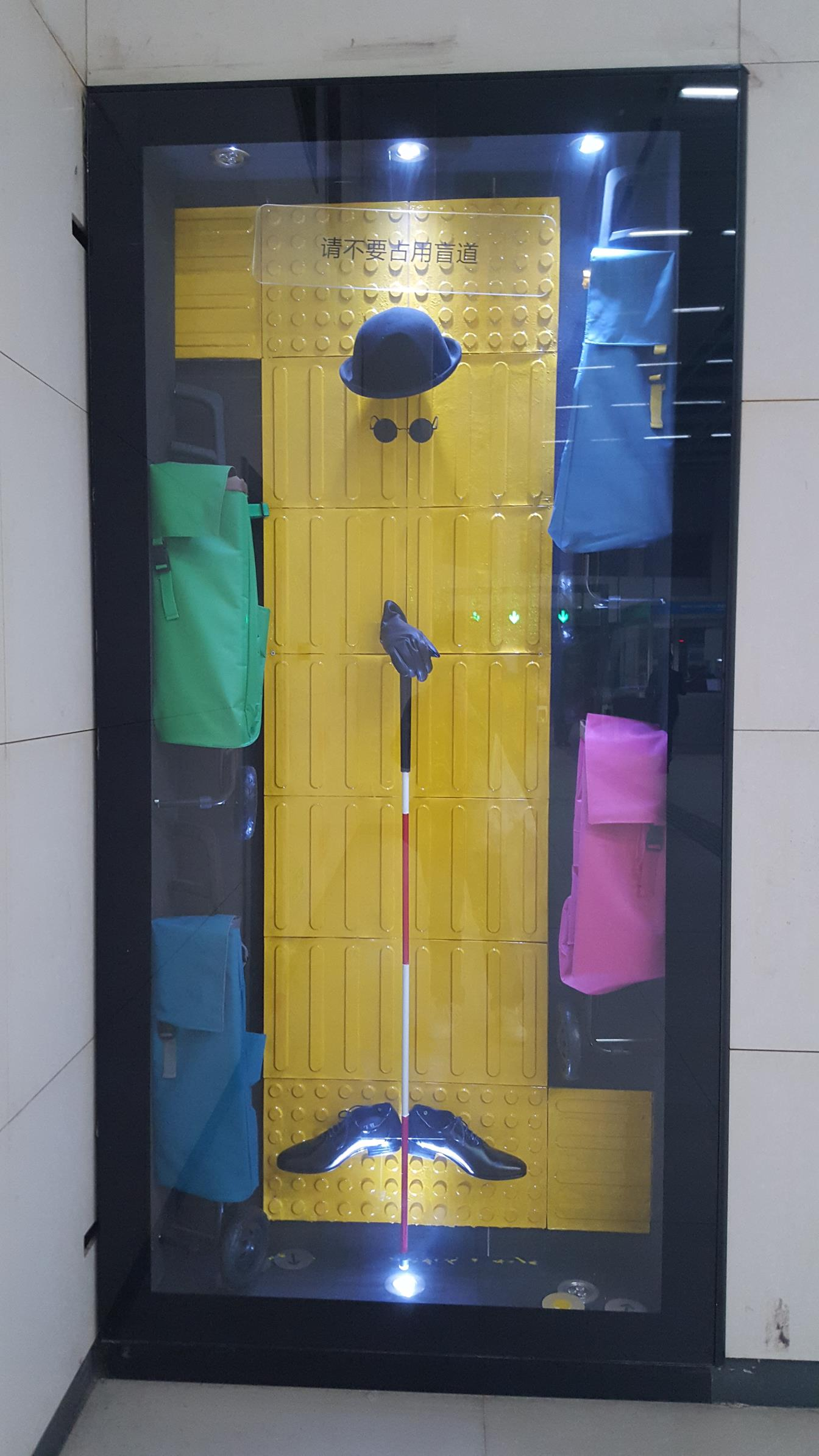
藝術櫥窗
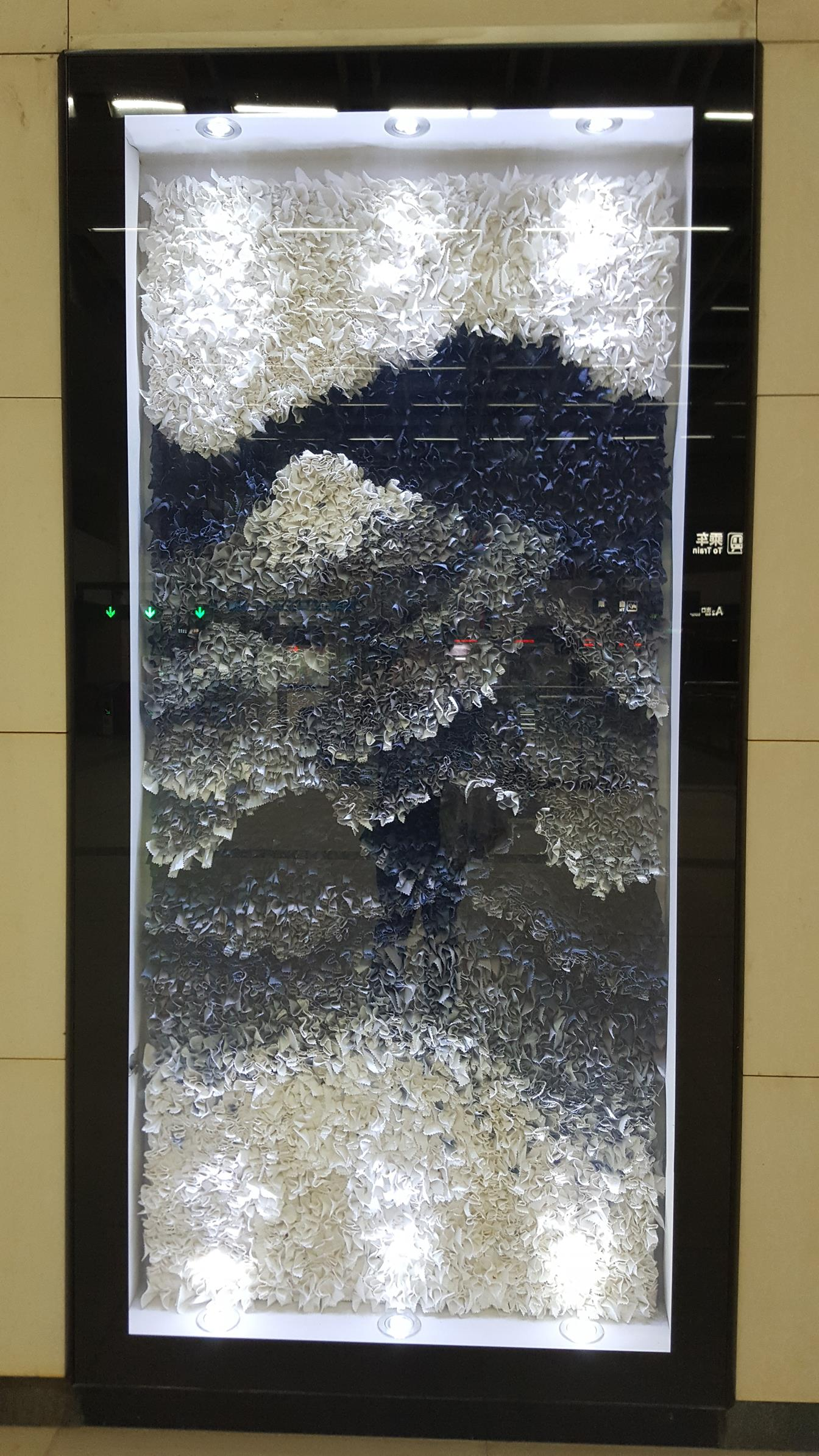
藝術櫥窗

## 接驳交通
金银潭大道地铁金银潭站：216路; 286路; 318路; 339路; 356路; 527路; 623路

金银潭大道康居四路：318路; 339路; 356路; 527路

金银潭大道姑李路：286路; 527路; 623路

康居五路：286路; 318路; 339路; 620路; 704路

康居四路：216路; 286路; 527路

学府北路康居四路：286路; 318路; 339路; 620路; 704路

### 内部链接
- 武汉地铁车站列表